# Wasilios Dzaninis
Wasilios Dzaninis (ur. 25 czerwca 1987 w Amarusi) – grecki wioślarz.

## Osiągnięcia
- Mistrzostwa Świata Juniorów – Brandenburg 2005 – czwórka podwójna – 14. miejsce[1].
- Mistrzostwa Świata U-23 – Račice 2009 – dwójka podwójna – 4. miejsce[1].
- Mistrzostwa Europy – Montemor-o-Velho 2010 – dwójka podwójna – 13. miejsce[1].